# Bristol Belvedere

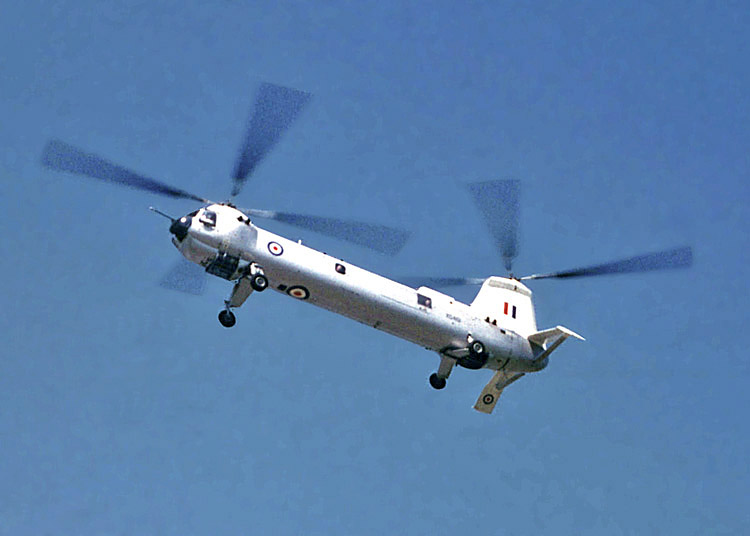
Bristol Belvedere v letu.

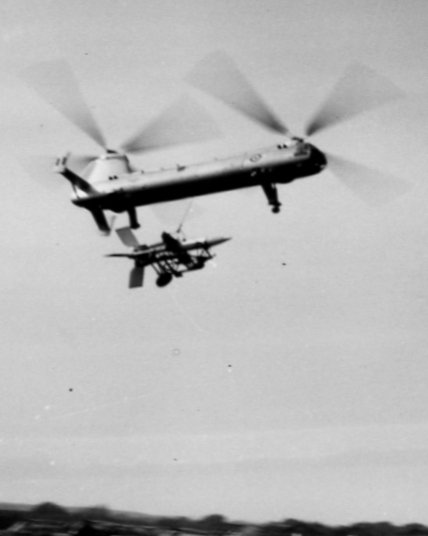
Bristol Belvedere s nákladem v podvěsu.

Bristol Type 192 Belvedere byl britský vojenský transportní dvoumotorový vrtulník s tandemovým uspořádáním nosných rotorů vyrobený společností Bristol Aeroplane Company. Byl to první vrtulník tohoto typu v britském letectvu (Royal Air Force), kde sloužil v letech 1961–1969. Konstrukčně vychází z předchozího experimentálního typu Bristol Type 173, který podnikl první zkušební let v roce 1952.

## Varianty
Type 173
Civilní transportní prototyp.
Type 191
Plánovaná námořní verze, nikdy neletěla.
Type 192
Vojenská transportní verze pro Royal Air Force s označením Belvedere HC Mk 1. Vrtulník byl schopen přepravit 19 kompletně vyzbrojených vojáků nebo náklad o hmotnosti 2 722 kg. Hlavní nákladové dveře byly na pravé straně trupu. Měl čtyřbodový kolový podvozek a díky spojovací hřídeli mezi oběma hřídelovými turbínami se v případě výpadku jednoho z motorů točily oba rotory dál.
Type 192C
Plánovaná civilní verze s 24 sedadly, nepostavena.
Type 193
Verze pro Kanadské královské námořnictvo (Royal Canadian Navy) vycházející z Type 191, nepostavena.

## Uživatelé
Spojené království
- Royal Air Force (RAF)

## Specifikace (HC Mk.1)

### Technické údaje
Data z:
- Osádka: 3
- Kapacita: 19 kompletně vyzbrojených vojáků nebo 12 zraněných na nosítkách + 2 na sedadlech + lékařský doprovod (1 osoba), nebo náklad o hmotnosti 2 722 kg
- Délka:[pozn. 1] 16,56 m
- Výška:[pozn. 2] 5,18 m
- Průměr nosných rotorů: 14,9 m každý
- Rotorová plocha: 303,9 m²
- Prázdná hmotnost:[pozn. 3] 5 159 kg
- Maximální vzletová hmotnost: 8 600 kg
- Pohon: 2× turbohřídelový motor Napier Gazelle; 1 092 kW každý

### Výkony
- Maximální rychlost: 222 km/h [1]
- Dolet: 720 km
- Dynamický dostup: 3 660 m
- Stoupavost: 4,3 m/s

## Galerie

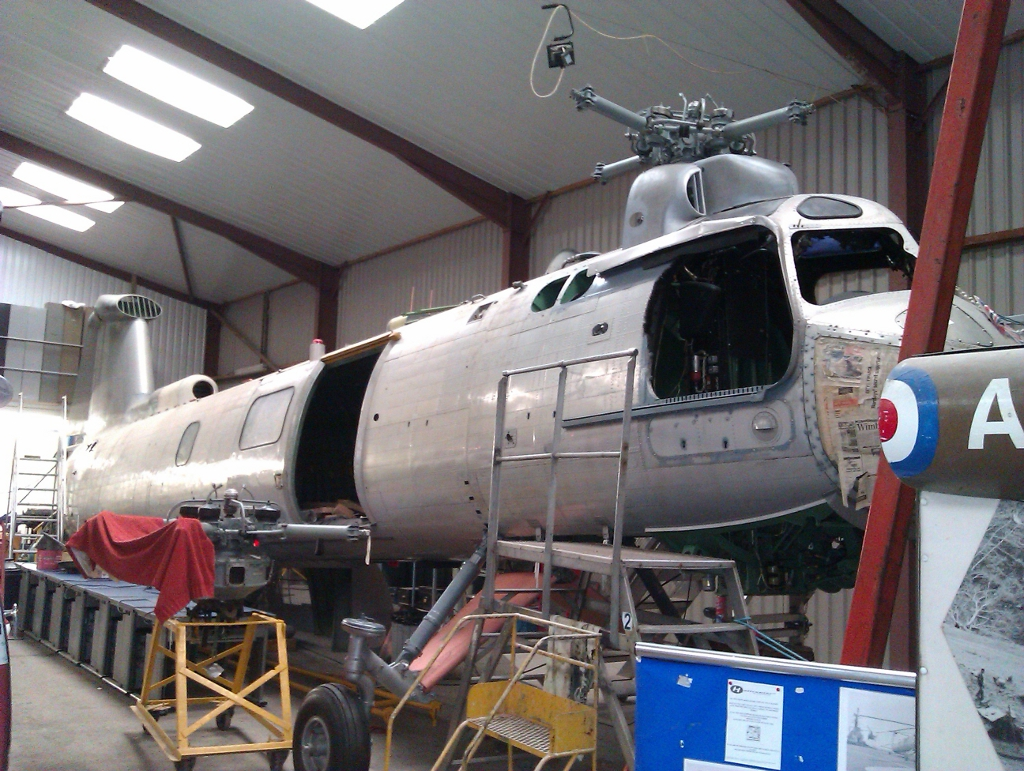
Bristol Belvedere ve vrtulníkovém muzeu ve Weston-super-Mare, Anglie.
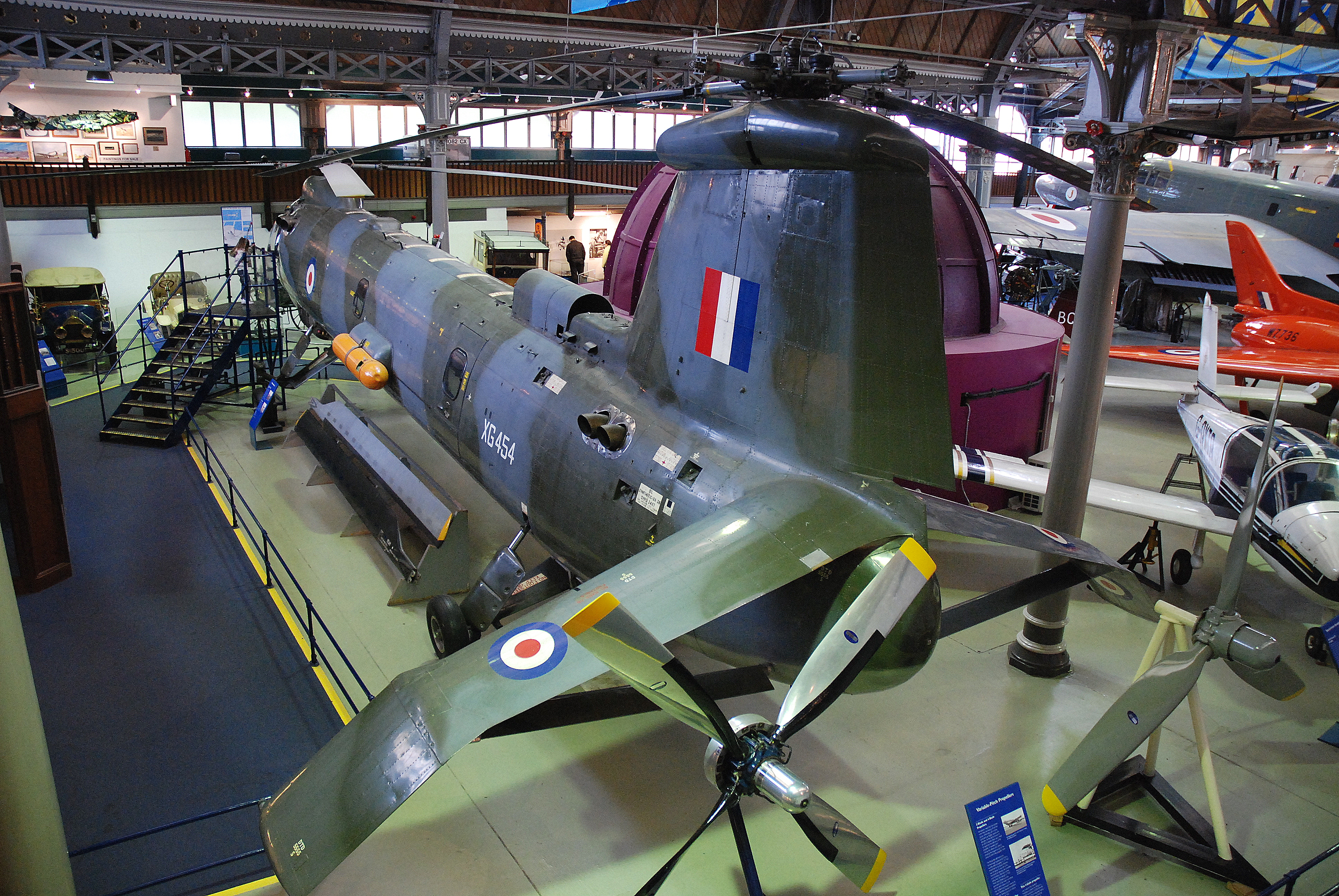
Bristol Belvedere v Museum of Science and Industry, Manchester, Anglie.
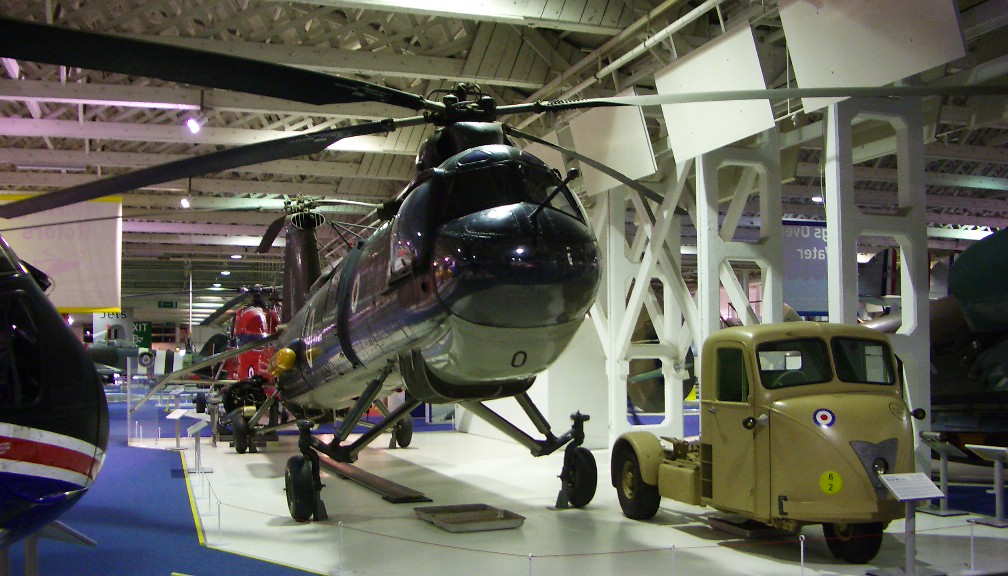
Bristol Belvedere v muzeu Royal Air Force, Hendon, Velká Británie.